# آرتور هنری نیومن
آرتور هنری نیومان (Arthur Henry Neumann) (زادهٔ ۱۲ ژوئن ۱۸۵۰ – درگذشتهٔ ۲۹ مه ۱۹۰۷)، کاوشگر، شکارچی، سرباز، دهقان و سفرنامه نویس اهل انگلستان بود که برای بهره‌کشی خود از استوای شرقی آفریقا شهرت داشت. او در ۱۸۹۸ میلادی، «شکار فیل در استوای شرقی آفریقا» را منتشر کرد.

## اوایل زندگی و کاوشگری
نیومان در هاکلیف، بدفوردشر، دهکده‌ای که چهار مایل در شرق لیتون بوزارد واقع شده‌است، متولد شد و جوانترین فرزند از هفت فرزند رورند جان استوبس نیومان و همسرش (نام تولد) آنی ماری فورمبی بود. پدر وی کشیش یک کلیسای محلی بود و آنگونه که نیومان جوان و بازنشسته به‌خاطر می‌آورد «این شغل، تلاشی بود که من برای رهایی از نظاره خانه‌ها در یک بخش منزوی شده مجتمع و خیال‌بافی برای خودم در یک منطقه بدون سکنه انجام دادم.» هرچند معلوم است که برادر نیومان، فوربی در کالج وادهام در دانشگاه آکسفورد درس خوانده بود، اما در مورد آموزش آرتور اطلاعاتی در دست نیست و به احتمال زیاد او در خانه توسط استادان خصوصی آموزش داده شده باشد.
در ۱۸۶۹ میلادی، پدر وی که از یک خانواده ثروتمند بازرگانان نمک در لیورپول بود، از زندگی در بدفورتشر بازنشسته شده و عازم ایتالیا شد، کشوری که در پنج سال آینده میزبان جمعیت قابل ملاحظه ثروتمندان بریتانیایی دور از وطن بود. این انگیزه را پسر وی آرتور داد تا آنها عازم آفریقای جنوبی شده و یک زندگی پر از مسافرت را آغاز نمایند. نیومان بعدها در اواخر زندگی خود اظهار داشت که زندگی برای وی در واقع در ۱۸۶۸ شروع شده بود: از نظر وی، آنچه قبل از آن سال گذشته بود، به مشکل می‌شد زندگی حساب کرد. هنگام رسیدن به دوربان در کرانه ناتال، نیومان شهری را یافت که به سختی پنجاه سال عمر داشت و ظاهر شهر اصلاً شبیه یک شهر مرزی نبود. او در یک مزرعه قهوه در نزدیکی پورت ناتال شروع به کار کرد، اما پس از مدت کوتاهی سوسک سوراخ‌کننده رشد درختان را متأثر نموده و ۹۰ درصد این صنعت نوبال را از بین برد. چند ماه کار در آنجا برای نیومان کافی بود و او همراه برادرش چارلز بیشتر به سمت شمال به حوضه کم‌ارتفاع تر رود اوموتی پیش رفتند. در آنجا، آنها زمین‌های دولتی را یافتند که برای کشت تنباکو و پنبه مساعد بود. با این حال، آرتور نتوانست در اینجا ساکن شود و در ۱۸۷۱ میلادی به سوی ناحیه زرخیز جدیداً کشف شده در شرق ترانسوال حرکت کرد. جمهوری نوپای بوئر در این دوره قرن نوزدهم میلادی به ورشکستگی نزدیک شده بود، از هر طرف با بدهی و دشمنی از ساکنین زولو محاصره شده و در نتیجه حمله به معادن طلا ترغیب شد. ظاهراً این دوره برای نیومان جوان مثمر ثابت نشد و او در ۱۸۷۲ میلادی دوباره به ناتال بازگشت.
او متعاقباً در ناتال ملکی را خریداری کرد، اما این کار نیز تأثیر اندکی بر ناتوانی نیومان در ساکن شدن داشت و از نظر دوست وی، هنرمند و شکارچی جان گویل ملیاس، «پس از زندگی نامرتب برای چند مدتی، او در سوازیلند ساکن شد و یک پایگاه تجاری در آنجا تأسیس کرد و واگن‌های کالاهای تجارتی خود را، خود او تا ناتال و از آنجا به سوازیلند رانندگی می‌کرد». این نوع زندگی او را قادر ساخت تا رانندگی واگن و مهارت‌های زنده ماندن در میان بته‌زارها را فرا گرفته و با یادگیری چندین زبان بومی مردم آفریقای جنوبی را به‌خوبی درک کند.

## شکارچی و سرباز
نیومان در ۱۸۷۷ میلادی زندگی خود به عنوان یک بازرگان و فروشنده را کنار گذشت تا اشتیاق‌اش به شکار را دنبال کند. او عازم زمین‌های بزرگ بازی سوازیلند و مرغزارهای کم‌ارتفاع ترانسوال شرقی شد، ظاهراً به مقصد داشتن یک زندگی خلوت و نشانه رفتن و شلیک کردن تفنگ خود به حیات وحش. ضررهای شکار بیش از حد در منطقه قبلاً نمایان شده بود و نیومان به تدریج دور تر از این منطقه به‌سوی هدف غایی خود به شرق آفریقا حرکت کرد.
در حالیکه نیومان به جستجوی خود برای بازی بزرگ ادامه می‌داد، وضعیت مشوش سیاسی میان زولوها و بریتانیا و متحدان سوازی آنها شروع به باز شدن کرد و قیام خشونت‌بار در سرزمین زولوها در حال رقم خوردن بود. نیومان که به‌طور روان به زبان بومی صحبت می‌کرد، با رهبران سوازی دوست بود و دانش قابل تأملی در مورد اراضی داشت، در موقعیت خوبی قرار داشت تا به نمایندگی از گروه اکتشافی نظامی عمل نموده و از اینرو پیشنهاد حکومت برای درجه نظامی سروان و فرماندهی یک گروه اعزامی از سربازان پیشاهنگ در مناطق همجواری سوازی را پذیرفت.
در جریان این دوره پردردسر، نیومان با نورمان ماگنوس مک‌لیود از قبیله مک‌لیود آشنا شده و با وی دوست شد که یکی از دوستی‌های کلیدی زندگی وی بود. مک‌لیود اشرافی که سرباز پیشین در هایلندرز ۷۴ام بود، سِمت‌های اداری متنوعی در اداره مستعمره داشت و به عنوان ورزشکار پرشور بازی بزرگ، همانند نیومان سرزمین داخلی آفریقای جنوبی را اکتشاف نموده بود. مک‌لیود و نیومان یک دوستی مستحکم و منعطف شکل دادند و زمانی که وضعیت در اواخر ۱۸۷۸ به نقطه حساس رسید، آنها به یک وعده ملاقات با شاه سوازی سفر نموده تا حمایت وی را بر علیه شاه زولو، کتیوایو برانگیزند.
در ژانویه ۱۸۷۹، جنگ انگلیس و زولوها آغاز شد. شکست نیروهای بریتانیایی در اساندهلوانا موجب عقب‌نشینی نیروهای بریتانیای شد، اما آنها پس از مدت کوتاهی دوباره نیروی بیشتری اعزام نموده و بر زولوها غلبه کردند. در جریان این جنگ کوتاه مدت، نیومان از خود شجاعت نشان داده و در تأمین منافع انگلستان در ترانسوال و ایجاد اتحاد با شاهی سوازیلند همکاری نمود.
نیومان چند دهه بعدی را به‌طور متناوب مشغول مزرعه‌داری، تجارت و البته برگزار سفرهای شکار بود. او به‌طور گسترده در اطراف رودهای لیمپوپو و سابی مشغول شکار بود و همزمان مزرعه خود را به کرایه داده و قطعه زمینی را در مرز سوازیلند و ترانسوال از خانواده شاهی سوازی برای پرورش دام به اجاره گرفت. در ۱۸۸۵ میلادی، او وارد منازعه‌ای با حکومت ترانسوال شد، چون آنها می‌گفتند که بر خلاف ادعای نیومان، قطعه زمین مرزی متعلق به حکومت ترانسوال است نه سوازیلند. نیومان خود را به این امید غرق کرده بود که مقامات ترانسوال در شهر پریتوریا ممکن است او را فراموش کنند، اما اینگونه نشد.

## شرق آفریقا
تا ۱۸۹۰ میلادی، نیومان از داد و بیدادهای حقوقی در رابطه با مالکیت مزرعه‌های خود خسته شده بود و برای حمایت مالی از یک سفر اکتشافی شکار فیل در شرق آفریقا به پول نیاز داشت. در ماه مه ۱۸۹۰، او به عنوان مسئول کلی کارکنان آفریقا در کمپانی شرق آفریقای امپراتوری بریتانیا گماشته شده بود. نیومان از مقر مأموریت خود در مومباسا، خود را به عنوان طلیعه‌دار دخالت بریتانیا در شرق آفریقا تحت رهبری فردریک لوگارد معرفی کرد و رابطه او به سرعت با لوگارد به سرکشی انجامید. در چهار ماه نخست مأموریت نیومان در این کمپانی، گروه جاده‌ساز نیومان که متشکل از پنجاه مرد بود راه خود را از بوته‌زارها به سرزمین پسکرانه باز نموده و با پیشروی خود برای‌شان دوست و دشمن می‌ساختند. هرچند با تکمیل جاده این ثابت شد که از نظر تجاری هیچ منفعتی در پی نداشت، اما این جاده در واقع دسترسی نیومان به میدان‌های شکار در سرزمین درون آفریقای شرقی را سهل‌تر نمود.